# Meo Abbracciavacca
(Meo Abbracciavacca, Amore amaro, a morte m' hai feruto)
Bartolomeo Abbracciavacca, detto Meo (... – 1313), è stato un poeta italiano del XIII secolo.

## Biografia
Forse nativo di Pistoia, fu figlio di un Abbracciavacca di Guidotto, della famiglia pistoiese dei Ranghiatici, un cambiavalute ghibellino.
Appartenne, come Guittone D'Arezzo, alla corrente dei poeti toscani che precede il «dolce stil nuovo», continuatrice della poetica provenzale, dal linguaggio spesso oscuro e artificioso e dalla severità ragionativa sui temi affrontati nelle opere. Di lui si conoscono tre canzoni d'argomento amoroso e nove sonetti, uno amoroso e gli altri su temi morali e dottrinali, accompagnati per lo più da una lettera di dedica, indirizzati a Guittone, a Dotto Reali, a Bindo d'Alessio Donati e a Monte Andrea.
Vivente ancora nel 1300, è attestato già defunto in un documento del dicembre 1313.

## Opere

### Canzoni
- Sovente aggio pensato di tacere
- Madonna, vostr'altèra canoscenza
- Considerando l'altèra valenza, rifacimento di una canzone di Panuccio del Bagno

### Sonetti
- Vacche né tora pió neente bado
- A scuro loco conven lume clero, a Dotto Reali
- Parlare scuro, dimandando, dove, a Dotto Reali, con lettera
- Vita noiosa, pena soffrir làne, a Monte Andrea
- Non volontà, ma omo fa ragione, a Bindo d'Alessio Donati, con lettera
- Amore amaro, a morte m' hai feruto, a Guittone d'Arezzo
- Se 'l filosofo dice: È necessaro, a Guittone d'Arezzo
- Poi sento ch'ogni lutto da Dio tegno, a Guittone d'Arezzo, con lettera
- Pensando ch'ogni cosa aggio da Dio, a Guittone d'Arezzo, con lettera